# ستان كيك
ستان كيك (بالإنجليزية: Stan Keck)‏ هو لاعب كرة قدم أمريكية أمريكي، ولد في 11 سبتمبر 1897 في غرينسبورج في الولايات المتحدة، وتوفي في 20 يناير 1951 في بيتسبرغ في الولايات المتحدة.